# Pimpinella anisum
L'anice comune (Pimpinella anisum L.), detta anche anice verde, è una pianta erbacea annuale, appartenente alla famiglia delle Apiaceae o Umbelliferae. Non va confusa con l'anice stellato (Illicium verum) e l'anice pepato (Zanthoxylum piperitum), che sono due specie differenti. Originaria dell'Asia, è stata esportata in tutto il mondo.

## Storia
L'anice verde originaria dell'Asia si trova spontanea in Egitto, Grecia e Medio-Oriente, ed è coltivata anche in Italia.
Il nome Pimpinella anisum deriva dal greco anisos che significa 'non uguale'; questo termine veniva usato perché la pianta è simile alla pianta velenosa della cicuta.
Si trovano riferimenti all'anice già nell'antichità, per uso medico, come consigliava Ippocrate, o uso culinario per Pitagora. Ne parlano anche Teofrasto e Dioscoride ed è citata nei Capitulare de villis di Carlo Magno.
L'anice era utilizzato soprattutto per aromatizzare cibi e bevande: i romani lo diluivano nel vino per la sua proprietà dissetante. Anche secondo Plinio il Vecchio aveva proprietà curative sia per uso interno, per indigestioni o per conciliare il sonno, sia per uso esterno, contro l'invecchiamento cutaneo.

## Descrizione

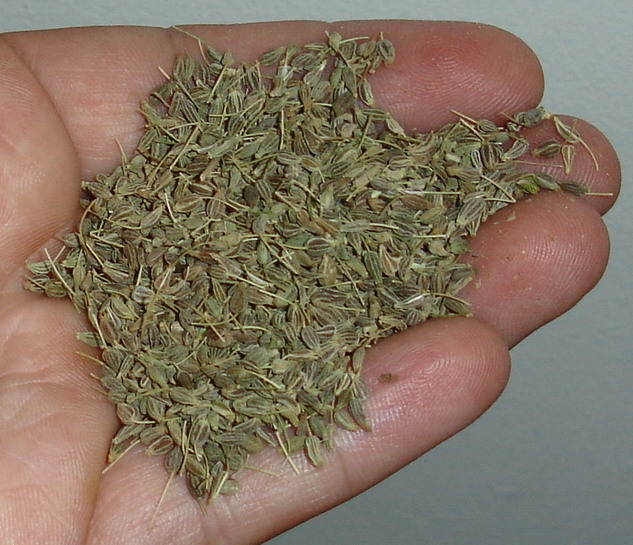
Frutti

L'anice verde è una pianta annuale ed erbacea che raggiunge i 40-60 centimetri di altezza. Ha radice a fittone, tendente al bianco, fibrosa, da cui si erge un fusto striato, che va verso l'alto fino a terminare con ramificazione.
Il gambo è tondeggiante, cavo. Ne germogliano foglie picciolate, alterne e discontinue, con caratteristiche che variano a seconda della posizione: quelle inferiori sono dotate di un lungo picciolo guainante e lamina fogliare inciso-dentata, le intermedie hanno segmenti più rotondi e cuneati, mentre quelle superiori hanno un picciolo più piccolo rispetto alle altre e una lamina fogliare più lineare.
L'anice verde ha piccoli fiori bianchi disposti in infiorescenza terminale a ombrella che varia tra gli 8 e i 12 raggi. I fiori sono ermafroditi; il calice è composto da 5 sepali e la corolla, attinomorfa, ha 5 petali. Gli stami sono 5 e l'ovario infero.
Il frutto è, come per le altre ombrellifere, un diachenio; è pirifórme, verde-grigio, ricoperto di peli. All'interno del frutto si trovano i canali resiniferi da cui si ricava l'olio essenziale.

## Usi
Nei mesi di agosto e settembre vengono raccolti i frutti al cui interno decorrono canali resiniferi dai quali si estrae l'olio essenziale contenente la sostanza tipica dell'anetolo. Questa sostanza viene usata per produrre liquori, medicinali ed aromi. Fra i liquori si ricordano l'anisetta, l'ouzo greco, il rakı turco, il tutone siciliano o i più comuni sambuca e Varnelli.
L'anice verde comune viene usato a scopo medico per placare gli spasmi e il meteorismo o per fluidificare il muco in caso di bronchiti, asma e tosse. Agevola le attività digestive e limita il meteorismo, la nausea e il vomito; inoltre svolge un'azione antibatterica ed espettorante.